# Класификация на метеоритите
Класификацията на метеоритите е основната рамка, по която работят специалистите, изучавайки метеоритите, паднали на Земята. Това е процес, който групира подобните метеорити заедно и позволява на учените да общуват със стандартизирана терминология, когато ги обсъждат. Процесът се развива със събирането на нови данни, откриването на нови видове метеорити и новите идеи за връзките между тях. Класификацията на метеоритите до голяма степен се основава на техните минералогични, петрографски, химични и изотопни характеристики.
Традиционно метеоритите са разделени на три големи категории – каменни, железни и каменно-железни. Каменните метеорити съставляват около 94 % от всички известни метеорити, железните са около 5 %, а каменно-железните – само 1 %.

## История
Първата класификация на метеоритите е направена през 1860-те от Густав Розе за метеоритната колекция на Университетския музей в Берлин и от Невил Стори-Маскелин за колекцията на Британския музей. Розе е първият, който разделя каменните метеорити на хондрити и ахондрити. Маскелин класифицира метеоритите на сидерити (железни), сидеролити (каменно-железни) и аеролити (каменни). През 1883 модификация на класификацията на Розе прави австрийският минералог Густав Чермак фон Зайзенег (Gustav Tschermak von Seysenegg), последвана от тази на австриеца Аристидес Брезина и крайният резултат се нарича „Класификация на Розе-Чермак-Брезина“.
Първата класификация на метеоритите въз основа на химическия им състав е създадена от Фарингтън през 1907, който анализира химически железните метеорити. Следват нови модификации на Prior през 1920, Мейсън през 1967, Дж. Уосън през 1985, Г. Калемейн през 1996, А. Крот през 2004 и този процес продължава. Категориите се използват и до днес, но имат малко генетично значение. Това е просто традиционен и удобен начин за групиране на метеоритите по общи показатели.

## Терминология
В класификацията на метеорити в много случаи, не се използва единна, стандартизирана терминология. В зависимост от доминиращия състав те се делят на три големи типа – каменни, каменно-железни и железни. Типовете, от своя страна, се делят на класове, кланове, групи и подгрупи. Въпреки че класификацията не предполага задължителна генетична връзка, тя провокира отношение към процесите, които довеждат до приликите и разликите между метеоритните групи и отделните членове в тях. Някои изследователи йерархизират тези термини, но няма консенсус коя йерархия е най-подходяща. Метеорити, които не отговарят на никоя от известните групи остават негрупирани.
Терминът клан е сравнително нов в класификацията и се използва като по-висок ред от група, но по-малко приобщаващ от класа. Първоначално е определено да обхваща хондрити, които имат химични, минералогични и изотопни прилики и са образувани в един и същ локален регион на Слънчевата мъглявина, т.е. при тесен диапазон от хелиоцентрични разстояния.

## Произход
Метеоритите, както и цялата материя на Слънчевата система, произлизат от примитивни материали, които са кондензирани и натрупани от предсоларния диск, съдържащ космически прах и газове. С течение на милиони години повечето примитивни материали са променени – както при лунните и марсианските проби, така и при земните. Някои от тях все пак оцеляват непокътнати, като специфичните хондрити или включванията в тях.
Само защото метеоритите принадлежат към една и съща група, или групите към един и същи клан, не следва непременно, че всички те имат еднакви или сходни родителски тела. Всъщност по-често те не са свързани. Обратно, възможно е метеорити от различни групи, кланове и класове да имат общ произход. Например, ако голям астероид започне да се топи, неговите по-плътни метални компоненти потъват към центъра (ядрото) му, докато по-малко плътният му скалист материал образува мантия около него, подобно на това, което се е случило със Земята. Този процес на разделяне е известен като геохимична диференциация. Когато по-късно диференцираният астероид бъде разбит от сблъсъци, части от неговата скалиста мантия, железно ядро и контактна зона ядро-мантия могат да бъдат представени от метеорити от трите основни категории.

## Класификация
Някои примитивни материали са разпознаваеми недвусмислено, обикновено по изотопните си особеност, а други се приемат като непроменени първични материали. Очевидните им характеристики позволяват класифицирането на хилядите намерени и известни метеорити в много по-малък брой класове, кланове, групи и подгрупи. Според преобладаващите съставки се делят се на три големи типа – каменни, каменно-железни и железни.
Каменните включват многобройните, повече или по-малко примитивни хондрити и ахондритите с магмен произход. Железните, каменно-железните и част от ахондритите са диференцирани метеорити, вероятно образувани от разтопени хондритни предшественици чрез вторични процеси в родителските тела.
Класификация на Weissberg McCoy Krot (2006):

## КАМЕННИ МЕТЕОРИТИ
Произходът на каменните метеорити варира от първичната материя, която остава почти непроменена за последните 4,5 милиарда години, до такива, произлизащи от други космически тела като астероидите, Луната или Марс. Те се делят на две големи групи – хондрити и ахондрити.
Сред класа на хондритите има три основни клана – въглеродни, обикновени и енстатит хондрити. Въглеродните хондрити, някои от които са богати на органичен въглерод, имат повече материал в матриците и Ca-Al включвания. Те са най-окислените от хондритите, като желязото съществува като FeO компонент в силикатите. Енстатит хондритите са най-редуцирани, като повечето видове съдържат естествени метали, особено желязо. Обикновените хондрити, най-разпространеният тип метеорити, имат междинно окислително състояние.

## Тип Хондрити
Хондритите обикновено се определят като метеорити, които съдържат малки сфери с размер 1 – 2 мм, наречени хондрули или хондри, формирани почти едновременно със Слънцето. Смята се, че хондрулите са образувани при кондензирането и кристализацията на малки капчици от оливин и пироксен, под въздействието на високите слънчеви температури. Този процес не е напълно изяснен, и различни учени предлагат различни теории за тяхното появяване. Въпреки това, всички са съгласни, че те са се сраснали с друг кондензиран материал, при което се образуват матрици, които формират по-големите основни родителски тела на тези примитивни метеорити – по-малки и по-големи астероиди от които произхождат повечето хондрити. Това схващане не е съвсем вярно, тъй като при някои от тях хондрули въобще липсват. По-правилно е да се приеме, че хондритите са метеорити, които имат подобен на Слънцето състав, без силно летливите елементи, и произхождат от астероиди или комети, които не са претърпели планетна диференциация.
Като химичен състав хондритите също приличат на Слънцето. Различните астероиди обаче, са образувани в различни области на Слънчевата мъглявина и при различни условия. Те са били подложени допълнително на различни термични и химични процеси, както и на въздействието от други астероиди. Така са се получили различни видове хондрити, които са категоризирани в няколко класове, кланове, групи и подгрупи. Хондритите от всеки клан и група са допълнително подразделени на видове, според петрографските си характеристики.
Петрографските видове се маркират с цифри и отразяват степента на химическо равновесие в минералите, съставящи хондритите. Видовете от 1 до 3 представляват силно неуравновесени хондрити поради липса на топлинен метаморфизъм, докато тези от 4 до 7 са уравновесени поради разширени термични процеси. Неуравновесените хондрити от петрографски вид 1 и 2 са били подложени на висока степен на водна промяна. В резултат на това тип 1 не показва никакви хондрули. Те почти изцяло отсъстват, въпреки че метеоритът е със състав на хондрит и със сигурност е съдържал хондрули в своята ранната история. Вид 2 има само откъслечно разпределени хондрули, променени в по-голяма или по-малка степен. И двата вида са представени само от членове на въглеродните хондрити.
Петрографските видове от 3 до 7 са били изложени на нарастване на топлинния метаморфизъм, който е довел до увеличаване на изменението на хондрулите. Тип 3 съдържа изобилно количество отделни, непроменени хондрули. Хондрулите във видовете от 4 до 6 стават все по-неясни поради топлинен метаморфизъм и рекристализация. Метаморфизмът обаче, не включва топене, а рекристализацията става в твърдо състояние. Има едно изключение от това правило и то се отнася за някои хондрити, при които е протекло частично топене. В този случай се създават така наречените стопени брекчи, или IMB. При хондритите от тип 7 се наблюдава краят на този процес, тъй като хондрулите напълно отсъстват, въпреки че метеоритът е запазил химичния си състав. Те могат да бъдат разглеждани като преходни елементи, които образуват връзката между хондритите и примитивните ахондрити.
Хондритите се делят на 4 класа – въглеродни, обикновени, енстатити и други.

### Клас Въглеродни хондрити
Химичният състав на въглеродните хондрити съответства на този на Слънцето повече отколкото при всеки друг вид хондрити. Образувани са в богати на кислород области на ранната Слънчева система, затова при по-голямата част от тях няма метали в свободно състояние, а се срещат под формата на силикати, оксиди, или сулфиди. Повечето от тях съдържат вода или минерали, които са били променени в присъствието на вода. Някои съдържат големи количества въглерод, както и органични съединения като аминокиселини. Най-примитивните въглеродни хондрити никога не са били загрявани при температура над 50 °C.
Въглеродните хондрити се разделят на 4 клана, които съдържат общо 8 групи, всяка от които е маркирана с латински инициали. Те започват с буквата С, което подчертава връзката им с въглерода:
Клан CI – съдържа само една група
- CI група – тип Айвуна (Ivuna). Принадлежат към петрографски тип 1, т.е. били са до голяма степен обект на водна промяна. Вместо хондрули съдържат голяма количество вода – около 20%. При тях се срещат полициклични ароматни въглеводороди и аминокиселини, основата на живота на Земята.[5][6]

Клан CM-CO
- CM група – тип Мигей (Mighei). Известни са около 80 метеорита, спадащи към тази група, повечето от които принадлежат към петрографски тип 2. Показват по-малка водна промяна, така че някои хондрули са добре запазени. Ховдрулите се състоят от оливин и са разпръснати из цялата черна матрица, заедно със светло оцветени включвания. Те също съдържат множество сложни органични съединения.[5][6]
- CO група – тип Орнан (Ornans). От тази група има само около 25 метеорита. Всички те принадлежат към петрографски тип 3 и по отношение на химичния си състав показват известна връзка с групата CV. Хондритите от СО групата са по-черни на вид от CV и съдържат много по-малки хондрули, опаковани в гъста матрица, които представляват над 70% от целият състав на метеорита. Калциево-алуминиевите включвания обикновено са много по-малки и по-слабо разпространени, отколкото при CV. Характерни са ясно видими, малки включвания на свободен метал, най-вече никел-желязо, които се появяват като ситни люспи върху полираните повърхности на неизветрял метеорит.[5][6]

Клан CV-CK
- CV група – тип Вигарано̀ (Vigarano). Към тях спадат 3 подгрупи – CV(A) CV(B) и CV(R). Принадлежат към петрографски тип 3. Структурата и съставът им са по-близки до тези на обикновените хондрити. Съдържат големи, добре оформени хондрули, разпръснати в тъмносива матрица, богата на желязо и оливин и заемат около 30% от метеорита. Те са съставени от голямо количество магнезий и оливин, често заобиколен от железен сулфид. Метеоритите от тази група съдържат и бели, неправилни включвания с различен размер, които често заемат над 5% от метеорита. Това са високо температурни минерали, наречени КАВ – калциево-алуминиеви включвания (CAI) и се състоят от силикати и оксиди на калция, алуминия и титана. Те са основна характеристика на CV хондритите.[5][6]

CV(A) подгрупа – Съдържат минерали като андрадит, гросулар, кирщайнит (монтицелит), нефелин и други, които не се намират в някоя друга CV подгрупа.
CV(B) подгрупа – Това са най-окислените CV метеорити, показват следи от водна промяна и съдържат филосиликати (слоести силикати), които не се намират в другите две подгрупи.
CV(R) подгрупа – Характеризират се с по-високо изобилие от хондрули, с по-ограничено съдържание на метал, по-малко магнетит и окисления от другите две подгрупи.
- CK група – тип Карунда (Karoonda). От тази група съществуват само около 20 метеорита. Принадлежат към петрографските видове от 3 до 6, въпреки че повечето са класифицирани като CK4. Те са тъмносиви или черни поради съдържанието на висок процент магнетит, който е раздробен в матрица от тъмни силикати, състоящи се от големи количества желязо, оливин и пироксен. Размерът на хондрулите е междинен между тези в CV и CO хондрулите. Повечето CK хондрити понякога съдържат големи калциево-алуминиеви включвания.[5][6]

Клан CR
- CR група – тип Ренацо (Renazzo). Има само около 15 познати хондрита от този вид. Най-често принадлежат към петрографски тип 2. Съдържат хидроксиликати, следи от вода, и магнетит. Металното им съдържание е под формата на никел-желязо и железен сулфид, достигащи до 10%. Металът се намира в черна матрица, а също и в най-големите и ясно видими хондрули, които съставляват около 50% от метеорита. Понякога хондрулите са „бронирани“, т.е. запечатани са в малки сферички от никел-желязо или железен сулфид, което спомага за лесното им определяне.[5][6]
- CH група – тип Високометален (High-Metal-Type). При хондритите „H“ означава „високо съдържание на метал“ и метеоритите от CH съдържат до 15 % никел-желязо. Към тази група принадлежат само 10 познати метеорита. Всички хондрити от групата спадат към петрографски тип 2 или 3 и химически са много близки до хондритите от CR и бенкубинитите. Характерни са с изобилието от никел-желязо, показват много фрагментирани хондрули, като съвсем малка част от тях са останали непокътнати. Съдържат определени количества филосиликати и други следи от водна промяна.[6]
- CB група – тип Бенкубинити (Bencubbinites). Те са разделени на 2 подгрупи – CB(a) и CB(b). Това е новосъздадена група, представена само от 5 екземпляра. Съдържат повече от 50 % никел-желязо и могат да се разглежда като истински каменно-железни метеорити, но минералогичните им и химични свойства ясно ги отличават от тях и ги причисляват към въглеродните хондрити. Освен свободни метали, съдържат малко силикати, както и „бронирани“ хондрули, подобни на тези на членовете на групата от CR.[6]

Клан С Негрупирани

Някои въглеродни хондрити не се вписват в приетите групи, но могат лесно да бъдат класифицирани като въглеродните хондрити. Обикновено те са определяни като C разгрупирани/негрупирани или „C ungr“. Някои от тях показват, определена връзка помежду си, или към други групи от въглеродни хондрити. Метеоритното общество обаче е взело решение, че за да се създаде нова група, са необходими минимум 5 нейни члена. Такъв например е метеоритът Кулидж, а много подобни на него са още два метеорита и ако в бъдеще станат общо 5, ще се формира нова група.

### Клас обикновени хондрити
Хондритите от този клас са определени като обикновени, защото са най-често срещаните каменни метеорити, които представляват повече от 85% от всички хондрити, паднали на Земята. Те произхождат от първичната материя и са по-стари от всички минерали, известни на Земята. Минералният им състав е предимно от оливин, разновидности на ортопироксена, и определен процент от никел-железни окиси. Обикновените хондрити съдържат само един клан, който, въз основа на различното съдържание на метал и минерални съставки, е разделен на три отделни групи.
Клан H – L – LL
- H група – тип с високо желязно съдържание (High-Iron). Тези хондрити принадлежат към петроложки видове от 3 до 7. Включени са и някои редки, силно брекчозни метеорити, които съдържат фрагментирани късове от няколко петроложки видове. Наброяват повече от 7000 члена, които са свързани с високото съдържание на свободна никел-желязна сплав. Първичните минерали са оливин и бронзит, разновидност на ортопироксена.[7]
- L група – тип с ниско желязно съдържание (Low-Iron). Групата се състои от около 6500 члена, които съдържат желязо от 20 до 25 % от теглото си, но само от 4 до 10 % се намират в свободно състояние. Принадлежат към петроложките видовете от 3 до 7. Понякога се срещат брекчозни членовете, които съдържат фрагменти от няколко петрографски вида, но това е по-рядко отколкото в H групата. Съставени са от магнетит, никел-желязо, оливин и разновидността на ортопироксена – хиперстен.[7]
- LL група – тип с ниско съдържание на желязо и метали (Low-Iron, Low-Metal). Тази група включва около 1100 членове, включително и вероятни комбинации. Обикновено съдържат желязо от 19 до 22 % от теглото си, но само 1 до 3 % са свободни метали. Принадлежат към петрографски видове от 1 до 7, без подчертан максимум. Оливинът, който съдържат, е по-богат на желязо, отколкото в другите обикновени хондрити. В по-старата литература често са определяни като „амфотерити“, тъй като са били смятани за свързващо звено между хондритите и ахондритите, но това име вече не се използва.[7]

### Енстатит хондрити
Хондритите от тази група носят името на тяхната основна съставка – минерала енстатит и се различават в много отношения от обикновените и въглеродните хондрити. Предполага се, че са образувани близо до Слънцето, в среда, бедна на кислород, тъй като почти цялото желязо се намира в много редуцирана форма и е изчерпано дори в пироксена. Идентифицирани са около 90 различни E хондрити. В зависимост от съдържанието на желязо класът на енстатитите се разделя на две групи.
Клан EH – EL
- EH група – с високо съдържание на желязо, около 10 % метали, 3 % силиций и силно редуцирани минерали, включващи нинингерит и периит. Отличават се с малки хондрули с размер до 0,2 mm.[9] Принадлежат към петрографските видове от 3 до 6, с лек пик в неуравновесеният тип 3.[8]
- EL група – с ниско съдържание на желязо, около 10 % метали, 1 % силиций и изключително намален състав на минерали, включващи желязосъдържащ алабандит. Отличават се с умерено големи хондрули с размери около 0,6 mm. Групата е от тип 5, което означава, че са били подложени на метаморфизъм при условия, достатъчни за хомогенизиране на оливина и пироксена и всички нискокалциеви пироксени са превърнати в ортопироксен.[10]

### Други хондрити
Към другите хондрити са включени 3 групи, които се различават от всички останали хондрити по различни свои показатели и не се вписват лесно в съществуващите схеми. Това са групите R, K и F. Те могат да бъдат поставени в една непрекъсната последователност заедно с обикновените хондрити. В едната крайност застават E хондритите, които са се образували по-близо до Слънцето, отколкото хондритите от H, L, или LL групите. В другата крайност, се намират най-силно окислените румурути, или R хондрити, които свидетелстват за формиране в по-отдалечена от Слънцето среда.
- R група – тип Румурутити (Rumurutiites). В групата има само 25 известни метеорита. Повечето R хондрити принадлежат към петрографски тип 3. Съществуват и силно брекчозни членове, които показват различни литологии с петрографски тип от 3 до 6. Те са силно окислени и съдържат големи количества богат на желязо оливин. В тях практически няма свободен метал, тъй като по-голямата част от желязото е била окислена или се намира под формата на железни сулфиди. Съдържат по-малко хондрули от обикновените хондрити или енстатитите, но в тях често се наблюдават ксенолити – включвания в магмени скали, уловени по време на изкачването и изригването на магмата. Повечето членове на групата съдържат големи количества благородни газове, имплантирани в скалата от слънчевия вятър.[8]
- K група – тип Какангарити (Kakangariites). Засега съществуват само три известни метеорита от тази група и образуват една от най-редките метеоритни групи. Всички принадлежат към петрографски тип 3. Богати са на железен сулфид и троилит и показват многобройни примитивни „бронирани“ хондрули. Отличават се от всички други хондритни групи и кланове по своя химичен състав и кислородни изотопи.[8]
- F група – форстерит хондрити. Тази, странна засега група, е известна единствено от някои литологии, които са били открити в два ахондрита от групата на обритите. И двата са брекчи, съдържащи тъмни включвания на хондритен материал, който не се вписва в никоя от хондритните групи или кланове. Съставени са от оливин и чист магнезий, наречен форстерит. Причислени са към петрографски тип 3. Минералогията и окисляванета им ги поставят между H групата на обикновените хондрити и енстатитите.[8]

## Тип Ахондрити
Ахондритите са стопилки или частично стопени магмени скали или брекчи от магмени скални фрагменти, произхождащи от диференцирани астероиди и планетарни тела като Марс или Луната. Някои от тях имат магмени или прекристализирали текстури, но запазват примитивен химичен афинитет към техните хондритни предшественици и се наричат примитивни ахондрити. За разлика от другите каменни метеорити, ахондритите не са части от първичния материал, а са продукт на ранните етапи на изграждането на планетите и астероидите, когато материалът се събира под влиянието на гравитацията, за да образува протопланети. По-голямата част от ахондритите вероятно са се образували във външните слоеве на бивши астероиди, които в ранните дни на Слънчевата система са се топили и диференцирали в резултат на енергията, отделена по време на разпадането на алуминиевия изотоп 26Al, а вероятно също и на железния изотоп 60Fe.

### Класификация според съдържанието на калций
- Бедни на калций със съдържание 0 – 3 % CaO. Към тях спадат енстатитови метеорити (обрити), хиперстенни (диогенити), оливинови (шасинити) и оливин-пижонитови (уреилити).[13]
- Богати на калций – със съдържание на 5 – 25 % CaO. Към тях са включени пироксен-плагиоклазовите (еукрити и хауардити), авгитовите (ангрити) и диопсид-оливиновите (нахлити).[13]

### Класификация според произхода
Според произхода си ахондритите се класифицират в следните групи:
- Примитивни ахондрити – това са остатъците от частично стопени хондрити, късове от малки родителски тела. След началната фаза на загряване и разтапяне, те бързо са се охладили.
- Астероидни ахондрити – произхождат от различни астероиди, включително от Веста.
- Лунни метеорити – избити от лунната повърхност и достигнали до Земята.
- Марсиански метеорити – изхвърлени от повърхността на Марс и паднали на Земята.

Клас Примитивни ахондрити (РАС група)
Примитивните ахондрити, наричани още PAC група, носят това име, тъй като техният химичен състав е примитивен – подобен на състава на хондритите, но текстурата им е магнитна, показателна за процесите на топене. Металната съставка при тях може да достигне до 1% от обема на метеорита.(6) Те се приемат като продукти от най-ранните етапи на топене и магнитна обработка на планетизималите. Смята се, че акапулкоитите и лодранитите са остатъчни продукти от частичното топене на хондритните прекурсори.
- Група Акапулкоити

Обикновено акапулкоитите са съставени главно от финозърнест оливин, ортопироксен, малко плагиоклаз, никел-желязна сплав, железен сулфид и троилит. Минералният им състав е междинен между този на Е и Н хондритите. Количествата на уловените редки газове са сравними с тези на обикновените хондрити от тип 3 – 4, а умерено летливите и летливи елементи показват сходни модели на изчерпване в акапулкоитите и Н хондритите. Акапулкоитите са резултат от непълен процес на топене, който не е стигнал дотам, че да достигне химическо и минерално равновесие.
- Група Лодранити

Веществото, от което са съставени лодранитите, е претърпяло само умерена степен на топене и прекристализация. Тъй като акапулкоитите и лодранитите имат сходни минерален и кислород-изотопен състав се смята, че те са образувани от едно и също родителско тяло, най-вероятно на астероид тип S. Съдържат силикатни минерали – оливин, ортопироксен, незначително количество плагиоклаз и троилит, както и никел-желязна сплав. Зърната на оливина и пироксена в лодранитите са по-груби отколкото тези в акапулкоитите, което показва, че лодранитите водят своя произход от по-голяма дълбочина в родителското тяло, където те са били подложени на по-интензивна и продължителна термична обработка.
- Група Уреилити

Това е основната група примитивни ахондрити, представена от почти 200 известни екземпляра, а по други данни – от 440. Уреилитите са разделени на две главни групи – мономиталната основна група и по-рядко срещаната група полимитици. Мономиталните се състоят от брекчи, съставени от седиментни скали, съдържащи само един минерален вид, а полимитиците включват по няколко вида минерали. Освен това са разделени и на три основни типа – оливин-пижонит, оливин-ортопироксен и полимикт уреилити. Съдържат оливин, пироксени, малки количества графит и микродиаманти в гънките между другите минерали, смесени с метал, сулфиди и незначително количество силикати.
- Група Брахинити

Групата на брахинитите е малка и ненапълно проучена, със спорен произход. Малко от тях са подложени на подробни изследвания и е възможно някои членове да не бъдат подходящи за тази група и в бъдеще да се наложи да бъдат разделени на няколко групи. Брахинитите са богати на оливин, показват разнообразна петрология, като някои имат различия в обемната си химия и в кислород-изотопните съставки. Съдържат предимно дребни, еквигранулирани (с еднакъв размер на минералните зърна) оливинови зърна, като между тях са разпръснати малки количества авгит, плагиоклаз, хромит, шпинел, троилит, железни сулфиди и се намират бегли следи от ортопироксен, фосфати и никел-желязо.
- Група Юнонаити

Юнонаитите са група метеорити, чиито химичен и минерален състав е подобен на този на хондритите, а текстурата им е рекристализирала, ахондритна. Юнонаитите, заедно с IAB железните метеорити, вероятно произхождат от едно и също родителско тяло – частично диференциран астероид, разрушен по времето когато при него започват да се образуват желязно ядро и богата на силикати кора. Претърпели са обширен термичен метаморфизъм, което е довело до частично топене на железните компоненти и възможно частично топене на силикатите. Силикатните включвания се състоят от променливи количества фин калциев пироксен, беден на магнезий оливин, плагиоклаз, троилит, графит, фосфати, незначителни количества добрелит и хромит, и никел-желязна сплав.
Клас Астероидни ахондрити
Клан Метеорити от Веста (HED метеорити)
Предполага се, че произходът на HED метеоритите е от астероида Веста. Възможно е те да са възникнали на астероида 4 Веста, тъй като спектрите им на отражение са много сходни с неговите. Намерени са около 200 HED метеорити и те съставляват най-големият набор от корови магмени скали от тяло, различно от Земята и Луната. Групата е кръстена на началните букви на трите подгрупи: Хауардити, Еукрити и Диогенити.
- Група Еукрити

Еукритите са най-често срещаните ахондрити от клана HED метеорити, представени от над 100 каменни метеорита. Образувани са от топенето на хондритите в кората на астероида 4 Веста. Състоят се от кристализирала лава и наподобяват по състав базалтовите скали на Земята. Базалтите се състоят главно от равни количества пироксен и плагиоклаз. Образувани са или от лавови потоци, или като интрузии, кристализирали в недрата на астероида. Разделят се на три групи – базалтови, кумулативни и полимиктни.
- Група Диогенити

Диогенитите са богати на едрозърнест ортопироксен, който е обилно натрупан по повърхността на базалтовата магма. Обикновено той е силно брекчиран и раздробен. Състоят се предимно от ортопироксен с незначително количество оливин, хромит и плагиоклаз. Присъстват още метал и троилит но в ниски и променливи количества. Характеризират се с по-големи кристали от еукритите, защото са образувани при бавното охлаждане на базалтовата стопилка в подземни магмени камери, така че малките кристали от пироксен успяват да пораснат. По тази причина се предполага, че произхождат от по-големи дълбочини отколкото еукритите.
- Група Хауадрити

Това са сложни брекчи, образувани при удар върху повърхността на родителското тяло, съдържщи еукрити, диогенити и някои хондритни материали. Доказателство за ударния произход е високото съдържание на имплантирани от слънчевия вятър благородни газове в техните финозърнести, кластични, произведени от удар матрици. Те са типични реголити – хаотично изглеждаща смес от отломки от вулканични скали, която се е натрупала и втвърдила на повърхността на астероида и впоследствие е химически променена от космическите лъчи.
Други еволюирали астероидни ахондрити
- Група Ангрити

През август 2021 г. групата е съставена от 35 диференцирани метеорита, които не са претърпели значителна степен на прекристализация или метаморфизъм. Представляват кумулати – скали, образувани от гравитационно утаяване на кристали в стопилката. Те са минерално уникални базалти, съставени предимно от богати на Ca, Al и Ti пироксени (фасаит), оливин и анортитен плагиоклаз. Базалтите са се образували на повърхността на родителското тяло. За разлика от хондритите и примитивните ахондрити, тези минерали са с магмен произход. Често съдържат включвания, които се тълкуват като втвърдени мехурчета от газ.
- Група Обрити (енстатит ахондрити)

Обритите са мономинерални магмени скали, съставени от едрозърнест енстатит без съдържание на FeO. Образувани са при изключително редуциращи условия и съдържат различни минерали, които не се срещат на Земята, както и незначителни количества плагиоклаз, диопсид и форстерит. При редукционните условия, при които се образуват тези метеорити, елементите, които обикновено са литофилни (свързани с кислород), се превръщат в халкофили, т.е. образуват сулфидни минерали.
Клан Лунни метеорити (LUN)
Метеоритите от групата LUN произхождат от Луната. Всяка скала от лунната повърхност, която се ускорява от удара на метеороид до скорост, позволяваща да я напусне, или по-голяма, напуска гравитационното поле на Луната. Известна част от тях, за различен период от време, падат на Земята. До юли 2021 г. са разпознати 471 лунни метеорита, но ако се отчетат потвърдените или подозирани случаи на сдвояване, броят на действителните лунни метеороити намалява до около 150. Сдвоени се наричат фрагментите от един и същи метеорит, който се е разбил по време на падането или при удара в Земята.
Лунните метеорити са представени главно от реголитови брекчи, съдържащи фрагменти от базалти, габро, анортозити и вулканично стъкло с ударен произход. Основните скали на Луната са разделени на две групи – континентална, съдържаща предимно анортозити, състоящи се от фелдшпат, и морска – базалтова или габро̀ва. Континенталните скали на Луната са предимно фелдшпатни брекчи и съдържат над 50 % плагиоклаз във вид на анортит, който рядко се среща на Земята. Сред морските метеорити присъстват както обикновени базалти, така и базалтови брекчи. Някои лунни метеорити почти веднага се разпознават като такива, тъй като имат везикуларни (мехурчести) ядрени кори. Нито една земна скала и никой друг вид метеорит няма кора, която е толкова везикуларна, колкото тази на лунните метеорити.
- Група LUN A – Метеоритите от тази група са изградени от брекчи и се разделят на три типа:

 – Анортозитни реголитни планински брекчи – Те произхождат от планини, разположени главно на обратната страна на Луната. Състоят се от реголит, образуван под действието на метеоритни бомбардировки, слънчев вятър и слепнал прах, със значителни фрагменти от плагиоклаз. Плагиоклазът на лунните планини е във вид на богатата на калций разновидност анортит с много алуминий и малко желязо.
 – Анортозитни фрагментирани планински брекчи – Те също произлизат от лунните планини, но се състоят не от реголит, а от брекчирани фрагменти от скали, намиращи се под лунната повърхност. Състоят се от анортозит, богат на калций плагиоклаз, пироксен, оливин, и някои други минерали.
 – Анортозитни ударни стопени брекчи – Ударите на астероидните метеороиди върху Луната разбиват скалите на лунната кора, а повишената от това температура предизвиква слепването им отново. Когато стопилката се охлади, тя образува ударно-разтопена брекча – класти, обхванати в матрица от втвърдената, стъкловидна или кристална, ударна стопилка.
- Група LUN B – Морски базалти. Това са проби от лунните морета, класифицирани като базалти. Състоят се главно от пироксенов пижонит и авгит, с ниско съдържание на плагиоклаз и оливин и са богати на желязо. В сравнение с планинските скали, морските базалти са по-млади, възникнали около милиард години след планините.[26]

- Група LUN G – Морско габро̀. Тази група включва брекчирани и небрекчирани лунни метеорити с едрозърнеста структура. Формирани са при удар, който предизвиква литификация и в дълбочина, където се образуват фрагментарни брекчи. По състав те принадлежат към габрото – скала, състояща се предимно от плагиоклаз, под формата на анортит, и пироксен във вид на пижонит и авгит.[26]

- Група LUN N – Норити. Единственият известен представител на групата е NWA 773. Това е вид скала, каквато никога не е вземана като проба от мисиите на „Луна“ или „Аполо“, но все пак от орбита е открита на няколко места по повърхността. Норитът е вид габро, едрозърнеста интрузивна скала, съдържаща като основен минерал плагиоклаз (във вид на лабрадорит), различаваща се от габрото по присъствието на ортопироксен (като хиперстен) като доминиращ мафичен минерал.[22]

Клан Марсиански метеорити (SNC Група)
Марсианските метеорити са скали, образувани на Марс, изхвърлени от планетата вероятно при сблъсъци с астероиди, преминали през междупланетното пространство и паднали на Земята. Името SNC идва от началните букви на трите основни вида марсиански метеорити – шерготити (Shergottite), нахлити (Nakhlite) и шасинити (Chassignite). От всички метеорити, открити на Земята до 2020 г., най-малко 266 са идентифицирани като произхождащи от планетата Марс.
SNC метеоритите са финозърнести магмени кумулати от мафичен или коматитен състав. Категоризирани са, въз основа на техните петрологични и геохимични характеристики, в четири групи – базалтови и лерцолитови шерготити, клинопироксенитови нахлити, дунитови шасинити и ортопироксинити. Тъй като по-късно са идентифицирани още екземпляри от групата, някои от които не се вписват добре в съществуващите типове, са създадени и подгрупи. Допълнителната група Ортопироксенити е създадена за метеорита ALH 84001, който до август 2021 г. е единствен неин член.
- Група Шерготити – Шерготитите са най-често срещаната група марсиански метеорити, открити на Земята. Състоят се от базалтови вулканични скали, застинали на повърхността от лавови потоци. В зависимост от съдържанието им, се делят на три подгрупи:[12]

 – Базалтови шерготити (S-B) – Преобладаващото минерално съдържание в тях е от пироксен и плагиоклаз. Съдържат незначителни количества глинести минерали, калцит, гипс и фосфатни минерали. Тези минерали се срещат като изолирани зърна по дължината на фрактури или са частично включени в ударни вулканични стъкла.
 – Лерцолитни шерготити – Лерцолитните шерготити са кумулати, при които лерцолитът е изграден преобладаващо от пироксен и оливин. Оливинът и хромитът са последвани в кристализацията си от големи кристали на пироксен, след това циментиращ пироксен, плагиоклаз, илменит и други допълнителни фази.
 – Преходни членове – Преходните членове представляват базалтови брекчи.
- Група Нахлити – Нахлитите са кумулати на клинопироксена и са съставени от финозърнест, зеленикаво-кафяв материал. Съдържат предимно авгит и редки минерали, които биха могли да възникнат само в присъствието на течна вода. Тъй като произлизат от планетата Марс, това е едно от доказателствата за съществуването на течна вода по повърхността ѝ преди около 1,5 милиарда години.[12]

- Група Шасинити – Това е много рядък клас метеорити, който се състои само от два члена – съименника и NWA 2737. Състоят се главно от оливин и също съдържат минерали, които могат да възникнат само в присъствието на вода.[12] И двата са марсиански дунити с подобни текстури и минералогия. Те са кумулати на оливин-хромита, съставени от милиметрови едрични до субедрични оливини с няколко обемни процента пироксен и хромит.[30]

- Група Ортопироксенити – Досега е известен само един представител на тази група – метеоритът ALH 84001 (Allan Hills 84001), който е намерен във вечния лед на Антарктика. За разлика от другите марсиански метеорити, той се състои почти изключително от минерала ортопироксен и е доста по-възрастен от останалите ахондрити. Този метеорит става особено известен със своите микроскопични включвания, които имат структури, напомнящи на изкопаеми бактерии. Все още е спорно дали това са следи от примитивни марсиански организми или са създадени чрез чисто химични процеси.[12]

- Негрупирани – Съществуват няколко метеорита с марсиански произход, които не могат да бъдат отнесени към нито една от групите. Такъв е NWA 7034 (Черната красавица), който съдържа десет пъти повече вода от другите марсиански метеорити, открити на Земята. Съставът му е различен от този на всеки друг изследван марсиански метеорит и отлично съвпада с повърхностните скали и кратери, изследвани дистанционно, чрез марсоходи и орбитални спътници. Съставен е от фрагменти от базалт, образуван от бързо охладена лава и съдържа предимно фелдшпат и пироксен, най-вероятно резултат от вулканична дейност.[14][31]

## КАМЕННО-ЖЕЛЕЗНИ МЕТЕОРИТИ
Каменно-железните метеорити са междинен тип между железните и каменните. Главната им отличителна черта е съдържанието на приблизително равни части от метал и скални материали – никел-желязо и силикати. В сравнение с другите два основни типа, те са изключително редки и представляват 1,8 % от всички известни метеорити. Общото тегло на всички намерени метеорити от този тип е около 10 тона, а регистрираните им падания са 1,5 % от тези на всички метеорити.

### Клас Паласити
Паласитите (P) (старо име литосидерити) са клас каменно-железни метеорити, съдържащи никел-железен метал и значителни количества скалист материал, представен от силикати. Носят името на немския изследовател Петер Симон Палас, който открива 700-килограмовото паласово желязо, първият представител на класа Паласити, без да подозира космическия му произход.
Съществуват няколко теории за произхода на паласитите въобще, включително и на пироксеновите паласити. Според по-разпространената версия те са формирани в множество родителски тела чрез процеси, които се повтарят на няколко места в Слънчевата система. Образуват се в астероидите, на границата между металното им ядро и силикатната мантия около него. Според друга теория те не са образувани в тази зона, а са се се формирали вследствие на силни удари на родителското тяло от големи тела, които го разчупват.
Паласитите се състоят предимно от смеси от оливин и никел-желязо с допълнителни троилит, хромит и различни фосфатни минерали. Като обемно съдържание са изградени от около 65 % оливин, 30 % никел-желязо, а останалите 5 % са заети от хромит, троилит и фосфати. В няколко от паласитите се среща нов вариант на оливина – фосфоран оливин, който съдържа 4 – 5 тегловни процента Р2О5. Обикновено силикатите в паласитите са представени от големи кристали оливин, които често имат качествата на скъпоценни камъни. Структурата и съставът на метала в паласитите прилича на този в железните метеорити. Големите региони, свободни от оливин, развиват модел на видманщетенова структура от ориентирани камаситни плочи. Паласитите са разделени на 4 отделни групи:
- Главна група паласити (PMG)

Това е основната група паласити, която съдържа най-много членове. До 4 септември 2021 г. откритите и наименувани паласити от този вид са 60. Около 90 – 95 % от тях имат сходен състав и предполагаемо произхождат от едно тяло. Тъй като повечето паласити са съставени от ъгловати фрагменти от оливин, вградени в желязо-никеловата сплав, се смята, че са резултат от въздействие между смесени оливинови фрагменти от мантията и разтопения метал от сърцевината. Паласитите от тази група съдържат богати на магнезий оливинови кристали, разпръснати в никел-желязна матрица. Между оливиновите зърна и матрицата често се срещат допълнителни минерали като троилит, шрайбрезит и хромит. Около 15 – 20 % от паласитите от тази група, като Бренам, показват доста различни текстури, състоящи се от заоблени кристали на оливин с общи граници на зърната, които приличат на тези в метаморфизираните скали.
- Ийгъл стейшън (Eagle Station) (PES)

Тази група се състои само от 5 члена – Eagle Station, Cold Bay, Itzawisis, Караванное и Oued Bourdim 001. В спавнение с паласитите от главната група, те се различават с по-високото си съдържание на Ni, Ge, Ir, Co, Re, Pt и Cu и по-ниско от As, Au и Ga в метала, както и с по-високо си съдържание на Fe в силикатите. Всички съдържат силно фрагментирани оливинови кристали, смесени с малки, неправилни оливинови отломки в никел-желязната матрица. Оливинът е изключително богат на желязо, а металът има по-високо съдържание на никел, отколкото във всички други паласити. В състава им присъстват още троилит, шрайбрезит и хромит. Счита се, че ъгловатите оливинови зърна в тях са се образували по време на удари, чрез смесване на фрагменти от мантията с разтопен метал от ядрото.
- Пироксенови паласити

Това също е малка група от богати на пироксен паласити, която се състои само от три члена – Ямато 8451 (Y8451), Вермилион и Шото (Choteau). И трите съдържат минимални количества клинопироксени, които се срещат като включвания в кристалите на оливина, като едри зърна в никел-желязната матрица, или като минерални зърна на границата с оливина. Всички членове на групата съдържат пироксен, хромит и мерилит. Не е открита никаква връзка с железните метеорити, което води до извода, че произхождат от неизвестен, или непроучен астероид.
Обемно Вермилион се състои от около 86% никел-желязо и 14% силикати представени от закръглени оливинови зърна до 1,5 см, както и ортопироксен, хромит и мерилит. Ямато 8451 е текстурно подобен на паласитите от главната група и се състои от никел-желязо, закръглени до ъгловати оливинови зърна с размери до 1 см, пироксен, хромит и мерилит. Шото е съставен предимно от метал (камасит с беден на никел тенит) и големи ъгловати зърна от оливин. Допълнително съдържа пиротин, шрайберзит, мерилит, хромит и ортопироксен.
- Негрупирани паласити

Останалите паласити са уникални и не могат да бъдат причислени към някоя от установените групи. До 4 септември 2021 г. в групата са включени 9 представителя. Такива например са паласитите Спрингуотър, открити през 1931 г. в Саскачеван, Канада. Характеризират се с изобилие от малки, заоблени оливинови кристали, пръснати в разгрупирана никел-желязна матрица. За тях също се предполага възникване в отделно родителско тяло.

### Клас Мезосидерити
Мезосидеритите (MES) са клас Каменно-железни метеорити, които съдържат приблизително равни части от никел-желязна сплав и силикати. До 4 септември 2021 г. са открити и наименувани 286 метеорита от групата. За обяснение на произхода на мезосидеритите съществуват различни теории, по които не е достигнат пълен консенсус. Много иновативни модели се опитват да обяснят смесването на материал от кората и метали от сърцевината. Някои от тях включват удари на разтопени планетезимали върху повърхността на голям диференциран астероид или разпадане и последвало слепване на материала на също такъв астероид с все още разтопено ядро. Според друга мезодидеритите са образувани от сблъсъка на два диференцирани астероида, при което все още течната метална сърцевина на единия се смесва с втвърдената силикатна кора на другия. Според д-р Джон Т. Уосън и д-р Алън Е. Рубин мезосидеритите се образуват по време на периода на формиране на планетите и произхождат от сблъсъци с ниска скорост на големи части от метални ядра с повърхността на диференцирано тяло с размера на астероид. Последните теории предполагат, че стопените метал и силикати първо се смесват чрез удар в реголита на астероид, подобен на Веста, при което се образуват мезосидеритни брекчи, които бързо се охлаждат. Друга най-съвременна теория обяснява образуването им след много събития на топене и удари, които разбиват родителското тяло, следва ново слепване на компонентите и мезосидеритите са погребани дълбоко под кората, където започва тяхното бавно охлаждане при по-ниски температури.
Мезосидеритите са сложна смес от никел-желязна матрица, троилит и силно брекчирани силикати, съставени най-често от пироксен и плагиоклаз. Те имат доста сходен състав с членовете на HED групата, както и същото кислородно изотопно фракциониране. Възможно е да са свързани генетично с трите вида ахондрити от тази група. Подобно на хауардитите, те са ударни брекчи и съдържат фрагменти от еукрити и диогенити – другите два члена на HED групата. В допълнение, обаче, в мезосидеритите има и голямо количество разпръснат никел-железен метал.
Както при много други метеорити, силикатите са еволюирали вулканични скали от кората на ахондритно родителско тяло. Повечето са брекчирани и много от тях съдържат начупени и неправилни включвания от силикатни минерали, богати на магнезий. Скалните класти са представени до голяма степен от базалти, габро и пироксенити с малки количества дунит, оливин и по-рядко анортозити. Най-големите от тях са фрагменти от едрозърнест ортопироксен, плагиоклаз, оливин, габро и базалт и са с дължина до 10 см. Кластите на базалта и габрото са съставени от пижонит и калциев плагиоклаз, с незначителни количества силициев диоксид, витлокит, авгит, хромит и илменит.
Металната фаза съдържа 6 до 10 % никел и съставлява обикновено около 30 до 50 % от масата на метеорита. Текстурата на матрицата варира от катакластична със силно ъгловати минерални фрагменти до магмена. Разликата в размерите на частиците (милиметрови и субмилиметрови) между скалните и минералните класти, от една страна, и финозърнестите никел-железни матрични зърна е незабелижима, което прави разграничението между матрица и класти доста трудно. Никел-желязото се намира най често под формата на милиметрови или субмилиметрови зърна, смесени със силикатни късчета с подобни размери.
Въз основа на текстурните и минерални различия, мезосидеритите са класифицирани в четири групи, разделени от своя страна, на подгрупи. Групите, свързани с петрологичните характеристики, приети въз основа на съдържанието на ортопироксена в тях, са означени с латински главни букви. Наличието на ортопироксен се увеличава от А до С групата. Тези, отнасящи се до метаморфизма на силикатните текстури, са означени с цифри от 1 до 4. Така са определени групите 1А, 1В, 2А, 2В, 2С, 3A, 3B, 4А, и 4В.

## ЖЕЛЕЗНИ МЕТЕОРИТИ
Железените метеорити са метеорити, състоящи се главно от желязо, обикновено комбинирано с малки количества никел. Съдържат два основни минерала, представляващи никел-железни сплави – беден на никел камасит и богат на никел тенит, които често се срещат заедно. В зависимост от разпространението и разпределението на тези два минерала, железните метеорити показват характерни структури, които се използват за тяхната структурна класификация. Изобилието на тези два минерала влияе силно върху структурата им – свързаните кристали на камасита и тенита често се комбинират и образуват характерно подреждане, наречено видманщетенова структура.
Въпреки че съставляват само около 5 % от намерените метеорити, те са сравнително лесни за разграничаване от земните скали и издържат по-дълго в почвата, поради което се срещат по-често от каменните и каменно-железните метеорити. Обикновено са много по-големи от каменните и каменно-железните, рядко се фрагментират при навлизане в атмосферата и се променят много по-малко от ефектите на аблация по време на преминаването им през атмосферата.
Повечето железни метеорити са образувани в ядрата на малки диференцирани астероиди, които са били разрушени от опустошителни удари малко след тяхното образуване. Изотопното датиране предполага, че родителските тела на железните метеорити са се образували преди тези на хондритите, а някои от тях изглежда са най-старите известни метеорити. Въпреки че железните метеорити са получени от астероиди, техните изотопни аномалии предоставят най-добрите доказателства, че някои идват от планетезимали, които не са се образували в астероидния пояс. Едни вероятно са се образували отвъд Юпитер, други показват изотопни прилики със Земята и може да са формирани в околностите на планетите от земен тип, където плътността на космичския прах е по-висока и орбиталните периоди са по-кратки.

### Видове класификация
Железните метеорити са класифицирани в две утвърдени системи – структурна и химична. Първо са били групирани според тяхната кристална структура, която може да бъде разкрита чрез ецване на полирано напречно сечение на метеорита с разредена киселина. Според химичния им анализ те са разделени на 14 групи. Освен това железните метеорити се делят на два големи типа – немагмени, към които са класифицирани групите IAB, IIE и IIICD и магмени, където са включени всички останали групи, без негрупираните. Немагмените са богати на силикати, а магмените имат химически тенденции, съответстващи на фракционната им кристализация.

### Структурна класификация
Според структурната им класификация железните метеорити са разделени на три групи – хексаедрити, октаедрити и атаксити. Хексаедритите обикновено се състоят изцяло от камасит и не показват видманщетенова структура. Октаедритите съдържат както камасит, така и тенит и са най-голямата група от железни находки. Повечето атаксити, които са най-рядката група, представляват чист тенит.
- Хексаедрити

Хексаедритите се състоят почти изцяло от камасит и съдържат около 92 % от този минерал. Съдържат големи кубични кристали от камасит и, като съставени от почти един минерал, са почти безструктурни. Често се срещат фини, успоредни, нойманови линии. Кохенитът е рядко срещан и е възможно да липсват забележими силикатни включвания. Почти всички хексаедрити принадлежат към химичната групи IIAB, включваща и някои октаедрити, и IIG група.
- Октаедрити

Октаедритите са най-голямата група железни метеоритни находки и се състоят от по-малки количества камасит и по-големи от тенит. При охлаждане на магмата камаситните плочки нарастват върху тенитните кристални кубчета, скъсяват ъглите им и постепенно двата материала образуват общ октаедричен кристал, а междинните пространства се запълват с тенит или плесит. Включват и незначителни количества други минерали като троилит, шрайберзит, кохенит, графит, силикати и други.
- Атаксити

Атакситите са най-рядко срещаните железни метеорити и с най-голямо съдържание на никел – над 16 %, като някои образци съдържат до 69 % никел. Състоят се главно от богат на никел тенит, а минималните количества камасит се срещат само под формата на микроскопични, тънки ламели и лентички. Изрязаните и полирани с разредена азотна киселина повърхности показват много фина кристална текстура.

### Химична класификация
Освен според кристалната си структура, по-късно железните метеорити са класифицирани и според концентрацията в тях на никел и микроелементите германий, галий и иридий. Други микроелементи, използвани за разделяне по групите, са антимон, арсен, кобалт, мед, злато, талий и волфрам. Химичната класификация ги разделя на 14 групи, означени с римска цифра и латински букви. Всяка група се състои от минимум 5 члена. Смята се, че железните метеорити от една и съща химическа група имат еднакъв произход и са образувани от общо родителско тяло.
- IAB група – Групата е представена от около 125 члена, ако се изключат всички вероятни двойки. Повечето са груби до средни октаедрити, въпреки че се срещат и други структурни класове.[52] Съдържат изобилие от сидерофилни елементи, а често и включвания от троилит, графит, кохенит и различни силикати. При някои от тях се срещат и реликтови хондрули.[53] Последните изследвания показват, че както юнонаитите, така и метеоритите от IAB група, произхождат от едно и също родителско тяло – частично диференциран астероид, който е разрушен точно когато започва да образува желязна сърцевина и богата на силикати кора.[52]

През 2002 г. групата IAB е приета като комплекс от железни метеорити и е разделена на 6 подгрупи и няколко допълнителни групички. Петте подгрупи носят имена, определени въз основа на тяхното съдържание на злато и никел. Трите подгрупи с ниско съдържание на злато са маркирани с буквата L, а другите две подгрупи с високо съдържание на Au са отбелязани с буквата H. Съдържанието на никел е определено като високо (H), средно (M) или ниско (L).
Главна група
 – LL подгрупа – ниско съдържание на злато (L), ниско съдържание на никел (L)
 – LM подгрупа – ниско съдържание на злато (L), средно съдържание на никел (M) Това е бившата група IIIC
 – LH подгрупа – ниско съдържание на злато (L), високо съдържание на никел (H). Това е бившата IIID
 – HL подгрупа – високо съдържание на злато (H), ниско съдържание на никел (L)
 – HH подгрупа – високо съдържание на злато (H), високо съдържание на никел (H). Тук е включен и канадският метеорит Gay Gulch.
- IC група – Единадесетте железни метеорита от тази група са доста сходни с членовете на групата IAB. Повечето от тях са груби октаедрити, въпреки че са представени и други структурни класове. По-голямата част съдържат изобилие от тъмни вмествания от кохенит, въпреки че липсват силикатни включвания.[52]
- IIAB група – Това е друга добре представена група от железни метеорити, състояща се от 106 члена. В структурно отношение те са класифицирани като хексаедрити или супер груби октаедрити, което ги прави едни от най-бедните на никел железни метеорити. Изобилието от микроелементи предполага, че са се образували в ядрото на диференциран астероид от тип С, който е разрушен от няколко ударни събития.[52]
- IIC група – Групата се състои само от 8 члена, повечето от които плеситни октаедрити с размер на камаситните ленти под 0,2 мм. Известни са с високото си съдържание на талий и се смята, че са образувани в ядрото на малък, диференциран астероид.[52]
- IID група – Тази група се състои от 17 члена, структурно представляващи средни до фини октаедрити. Те често съдържат обилни включвания от шрайберзит и показват големи количества галий и германий – факти, които говорят за образуване в ядрото на по-голям астероид.[52]
- IIE група – 18-те члена на тази група са груби до средни октаедрити и повечето от тях съдържат обилни, богати на желязо силикатни включвания. Силикатите са доста разнообразни като минералогия и често се срещат под формата на замръзнали капчици.[52] Варират от ъгловати хондритни класти до диференцирани сферични включвания.[53] Последните изследвания показват, че тези метеорити не са се образували в ядрото на астероид, а са продукти на частично топене и нагряване, предизвикани от ударни събития.[52]
- IIF Група – Групата се състои само от 5 члена, структурно представляващи плеситни октаедрити и атаксити. Те са богати на никел и съдържат големи количества галий, германий, мед и кобалт, което показва, че са образувани в ядрото на диференциран астероид. Изотопният състав на кислорода е подобен на този на паласитите от групата Ийгъл стейшън и на въглеродните хондрити от групите CO и CV. Това предполага, че всички те споделят общо родителско тяло.[52]
- IIG група – Това е скоро създадена група, по-рано известна като Белсбанк. Състои се само от пет члена, които са хексаедрити или най-груби октаедрити. Като структурен и елементен състав приличат на железните метеорити от IIAB група, но съдържат още по-малко никел и необичайни, изобилни ленти от железо-фосфидния шрайберзит. Това предполага, че образуването им е станало във външните области на ядрото на диференциран астероид.[52]
- IIIAB група – Това е най-голямата група железни метеорити с около 233 члена. Дели се на две подгрупи – IIIA и IIIB. В IIIA са включени предимно груби октаедрити, а в IIIB – октаедрити със средна структура. Някои членове на групата съдържат големи възли от троилит и графит, но силикатните включвания, хромитите и фосфатите са редки. Въпреки този факт, проучванията показват, че съществува близка връзка между метеоритите от тази група и богатите на силикати паласити от главната група, едни от най-атрактивните известни каменно-железни метеорити. Вероятно и двете групи са се образували от едно и също родителско тяло – диференциран астероид, разрушен от единично ударно събитие. Железните метеорити от IIIAB представляват фрагменти от ядрото, докато паласитите от основната група са част от контактната зона ядро/мантия на това общо родителско тяло.[52]
- IIICD група – Тази средно голяма група се състои от 42 члена, предимно принадлежащи към структурните класове на фините и най-фини октаедрити и на атакситите. Няколко от тях съдържат изобилие от силикатни включвания, подобни на включванията в IAB група. Наблюдават се допълнителни прилики в елементните състави, което предполага, че съществува близка връзка между IIICD и IAB групи. Вероятно и двете групи имат общ произход от частично диференциран астероид, като се предполага, че той е източник и на редките примитивни ахондрити – юнонаитите.[52]
- IIIE група – 13-те члена на тази малка група са доста сходни с железните метеорити от група IIIAB, но могат лесно да бъдат разграничени по няколко характерни черти. Структурно принадлежат към класа на грубите октаедрити. Характеризират се с къси и „издути“ камаситни ленти и изобилни включвания от хаксонит. Изследванията показват, че те са фрагменти от ядрото на отделно родителско тяло, образувано в непосредствена близост до родителското тяло на IIIAB, в същия регион на ранната Слънчева мъглявина.[52]
- IIIF група – Тази малка група наброява само осем члена. Повечето са средни до фини октаедрити със сравнително ниско съдържание на никел. Показват високи стойности на хром и ниски на германий, кобалт и фосфор. Рядко съдържат включвания на фосфиди (например шрайберзит), а троилитът е също толкова рядък или въобще липсва. Тези данни предполагат образуването им в ядрото на малък, диференциран астероид.[52]
- IVA група – 65-те члена на тази добре представена група са предимно фини октаедрити и показват уникален модел на микроелементи с изключително ниски стойности на германий и ниски на галий. Някои от тях съдържат разпръснати редки, малки възли от троилит и графит, въпреки че при повечето силикатните включвания са редки, или въобще липсват. Изследванията показват, че метеоритите от тази група са образувани в ядрото на малък, диференциран астероид, който е разрушен от силно ударно въздействие малко след неговото образуване. След известно време, от разпръснатите парчета, благодарение на акрецията, астероидът отново се е възстановил и преди около 450 милиона години е разрушен за втори път.[52] През 2008 г. учените стигат до извода че материята на метеоритите от тази група е кристализирала навътре в разтопено метално тяло с радиус 150 ± 50 км, заобиколено от силикатен материал с дебелина между 410 м и 1 км. Основното тяло е разрушено катастрофално преди температурата при бавното охлаждане да достигне до 500 °C.[53]
- IVB група – 13-те члена на тази малка група са изключително богати на никел и всички принадлежат към структурния клас на атакситите. При изследване под микроскоп, става очевидно, че те всъщност имат плеситен състав и съдържат микроскопични сраствания от камасит и тенит. Това е групата, най-бедна на микроелементите галий и германий.[52] Високите концентрации на никел, иридий, рений, осмий и подобни силно сидерофилни елементи в групата отразяват частично образуването в окислено основно тяло. Те са и с най-ниските стойности на летливи елементи като фосфор, арсен, злато и антимон, загубени още преди кристализацията на стопения метал. Предполага се, че материята на метеоритите от групата се е охлаждала в тяло, което кристализира в посока навън, обратно на тази при групата IVA . През 2010 г. е прието, че това охлаждане става в метално тяло с радиус 65 ± 15 км, без силикатна мантия. Групите IVA и IVB предоставят надеждни доказателства за големи разрушителни въздействия на родителското тяло, преди да започне бавното му охлаждане.[53]
- Негрупирани – Повече от 110 железни метеорита никога не са били включени в химическите класифиции, а други 95 са класифицирани като негрупирани. Над 15 % от всички железни метеорити не се вписват лесно в съществуващата класификационна схема, обозначени са като негрупирани и вероятно са представители на повече от 50 различни родителски тела. Едва ли тези родителски тела могат да бъдат идентифицирани, тъй като повечето от тях вероятно са били унищожени и раздробени. Някои от съществуващите негрупирани железни метеорити имат сходни композиции с други такива и временно са поставени в тази категория. Общият брой негрупирани железни метеорити нараства с намирането на нови образци и намалява, когато пет близко свързани метеорита образуват нова група. Прието е, че за да се образува нова група са необходими минимум пет тясно свързани екземпляра.[52]